# Magyar Államvasutak

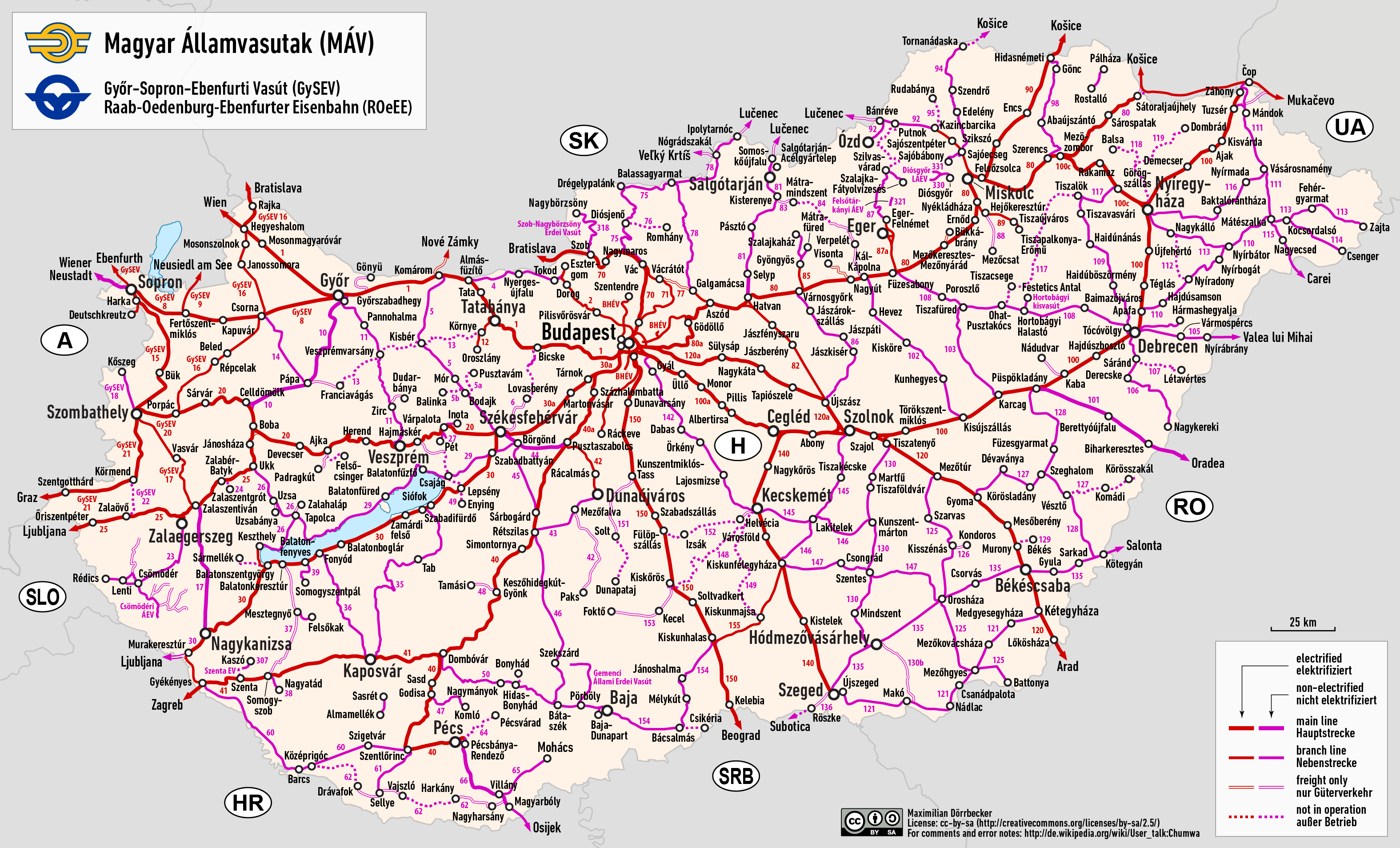
Het Hongaarse spoorwegnet

De Magyar Államvasutak (kortweg MÁV) is de Hongaarse staatsspoorwegmaatschappij.
De eerste incarnatie van de Magyar Államvasutak werd in 1868 opgericht als de Magyar Királyi Államvasutak (Koninklijke Staatspoorwegen van Hongarije). 
Het netwerk van de MÁV beslaat 7664 kilometer. Hiervan is 7394 kilometer in normaalspoor uitgevoerd, 176 kilometer in smalspoor (760 mm) en 36 kilometer in breedspoor (1524 mm). Dit breedspoor wordt gebruikt voor de verbindingen met buurland Oekraïne.